# Gossypium timorense
Gossypium timorense là một loài thực vật có hoa trong họ Cẩm quỳ. Loài này được Prokh. mô tả khoa học đầu tiên năm 1947.